# فوتبال تکاملی حرفه‌ای ۵
فوتبال تکاملی حرفه‌ای ۵ (به انگلیسی: Pro Evolution Soccer 5) پنجمین بازی از سری بازی‌های فوتبال تکاملی حرفه‌ای می‌باشد که در سال ۲۰۰۵ منتشر شد.
برای اولین بار در این سری بازیها، تیمهایی از لیگ انگلستان، یعنی آرسنال و چلسی دارای جواز(License) شدند. لیگ انگلستان یکی از ۳ لیگی بود که دارای جواز نبود. ۳ لیگ هم مانند بازی قبلی، فوتبال تکاملی حرفه‌ای ۴ دارای جواز بودند. باشگاه‌های ۳ لیگ لا لیگای اسپانیا، سری آ ایتالیا و لیگ برتر فوتبال هلند همگی دارای جواز بودند. با این حال، این نسخه آخرین نسخه‌ای بود که بوندس‌لیگای آلمان (با نام لیگ آلمان در بازی) وجود داشت و به دلایلی جواز آن را از دست داده. همچنین اولین بازی در این سری بود که دو تیم ملی ژاپن و کره جنوبی جواز داشتند.
این بازی اولین نسخه از این سری بود که برای پلی‌استیشن همراه نیز انتشار یافته بود. همانند نسخه‌های قبلی، بازی دارای قابلیت ویرایش است که این اجازه را می‌دهد که بتوان عوامل خاصی را ویرایش یا تغییر داد. نسخه پلی استیشن ۲ این بازی برای اولین بار امکان بازی آنلاین را فراهم نمود. با این قابلیت که وضعیت و امتیاز باشگاه‌ها بر روی یک سرور ذخیره می‌شود و بدین ترتیب رتبه بازیکنان نشان داده می‌شود.

## امکانات جدید
- جزئیات بیشتر برای چهره بازیکنان.
- امکان ویرایش طرح لباس‌ها به وسیلهٔ در هم آمیختن طرح‌های قبلی آن لباس.
- بارش برف.
- امکانات ویرایش بیشتر لباس همانند زیر شلواری و لباس بیرون از شورت ورزشی.
- امکانات جدید و واقع بینانه‌تر (مانند بیرون آمدن بخار از دهان بازیکنان در هوای سرد)
- قابلیت آنلاین بازی کردن.
- استراتژی و موقعیت‌های جدید (مانند مهاجم دوم).[۱]

## ۱۵ بازیکن برتر بازی[۲]
۱_  جرارد                              (۱۰۱)                 
۲_  آدریانو                             (۹۸)                   
۳_  رونالدینیو                        (۹۸)           
۴_  پویول                             (۹۸)                      
۵_  ساموئل                           (۹۷)                        
۶_  تیری آنری                        (۹۶)                      
۷_  شوچنکو                          (۹۶)               
۸_  زیدان                              (۹۶)           
۹_  فردیناند                          (۹۶)         
۱۰_  رونالدو                          (۹۵)            
۱۱_  فرانچسکو توتی              (۹۵)             
۱۲_  آلوارو رکوبا                   (۹۵)                 
۱۳_  پاتریک ویرا                  (۹۵)              
۱۴_  روبرتو کارلوس             (۹۵)           
۱۵_  نستا                            (۹۵)

## بازخورد
فوتبال تکاملی حرفه‌ای ۵ در کل، نقدهای بسیار مثبتی دریافت کرد و در مجموع نمره ۸۹٪ را بدست آورد.